# 't Horntje
’t Horntje is een gehucht op het eiland Texel, in de provincie Noord-Holland.
De plaats ligt 3 kilometer ten zuidoosten van het dorp Den Hoorn. Hier vaart sinds 1962 de veerboot van de TESO af naar Den Helder. Door de komst van de veerboot is 't Horntje iets gegroeid.
Er zijn in de plaats twee nationale wetenschappelijke instituten gevestigd. Vanaf de veerboot is het Koninklijk Nederlands Instituut voor Onderzoek der Zee (NIOZ) zichtbaar. Even verderop ligt een dependance van het Wageningse onderzoeksinstituut Alterra (voorheen IBN - Instituut voor Bos- en Natuuronderzoek).
Vroeger stond de lichtopstand  ’t Horntje Veerhaven in het gehucht. Deze is echter verhuisd naar het parkeerterrein van het Maritiem- en Juttersmuseum aan de Pontweg. Omdat de TESO-veerboot in 't Horntje aankomt is het een startpunt van een aantal wandel- en fietsroutes en wandelevenementen.
Dorpen en gehuchten: 't Horntje · De Cocksdorp · De Koog · De Waal · Den Burg · Den Hoorn · Oosterend · Oudeschild

Buurtschappen: Bargen · Burger Nieuwland · De Kuil · De Naal ·  De Nes · De Westen · Dijkmanshuizen · Driehuizen · Harkebuurt · Het Noorden · Midden-Eierland · Molenbuurt · Nieuweschild · Noord Haffel · Noorderbuurt · Ongeren · Oost · Spang · Spijkdorp · Tienhoven · Westergeest · Westermient · Zevenhuizen · Zuid-Eierland · Zuid Haffel

Noord-Holland: Steden en dorpen in Noord-Holland      Nederland: Provincies · Gemeenten